# Jules Lachaise
Jules Lachaise, né le 2 septembre 1836 à Paris où il est mort le 5 décembre 1896 est un peintre et dessinateur français.

## Biographie
Jules Lachaise naît à Paris le 2 septembre 1836.
Membre de la Société des artistes français, Jules Lachaise a exposé au Salon de peinture et de sculpture en tant que membre de ce groupe.
En 1866, il épouse Berthe Gourdet, Edme Jean Leclaire est témoin du mariage.
Il a été notablement influencé par l'ornementation islamique et collabore régulièrement avec Eugène-Pierre Gourdet, son beau-frère. Comme ce dernier, il est connu pour ses motifs ornementaux et ses décorations d'intérieur destinés à la monarchie et à l'aristocratie françaises du Second Empire, qui les prisent pour leur style « riche, opulent et dérivé ».
Après la chute du Second Empire, Jules Lachaise continue à travailler pour l'impératrice Eugénie, pour qui il contribue à la conception de son domaine en Angleterre.
Il meurt le 5 décembre 1896 à l'âge de 60 ans à son domicile de la rue des Plantes.

## Galerie

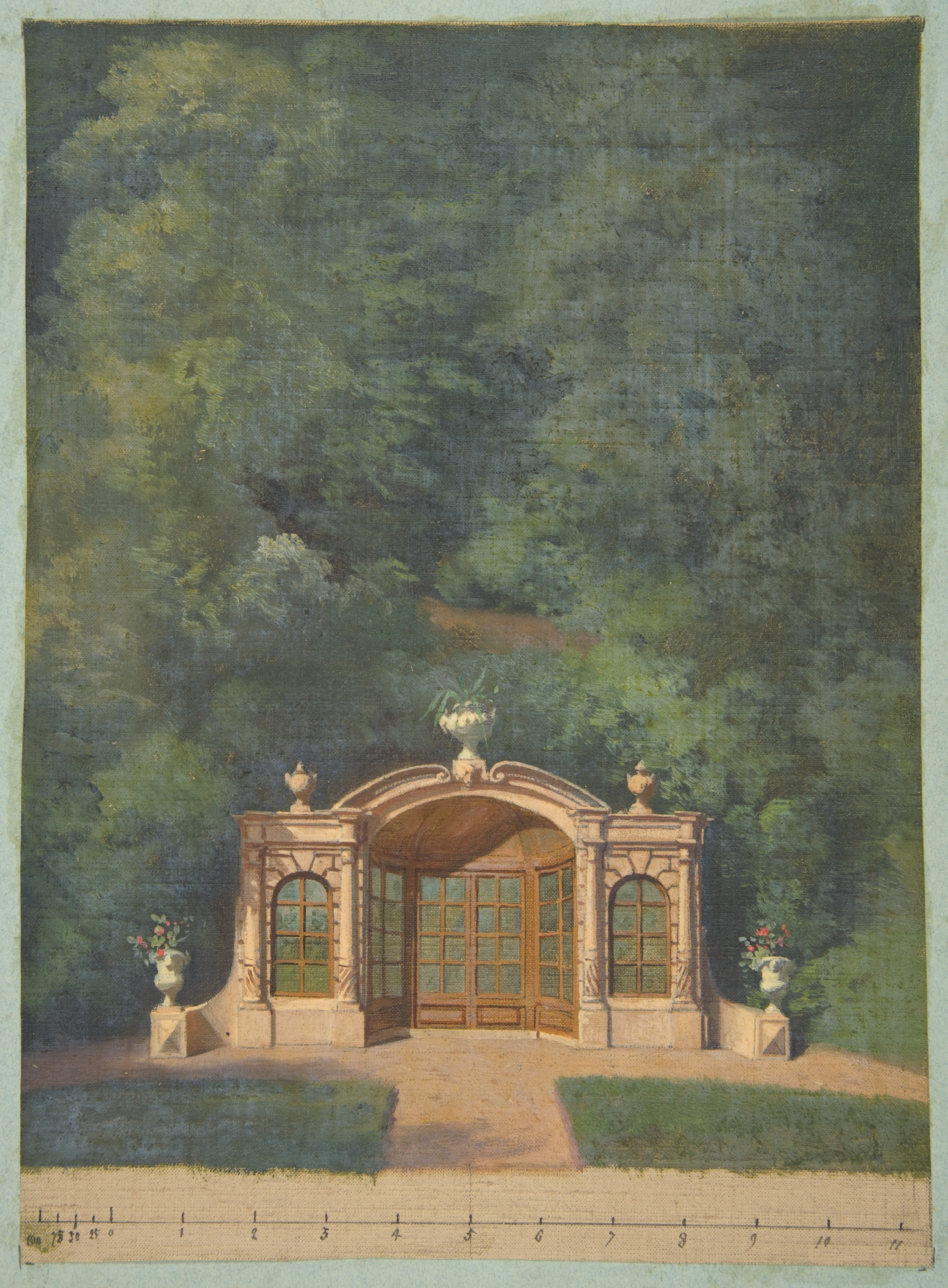
Un pavillon de jardin dans un paysage forestier, avec Eugène-Pierre Gourdet, n. d. (Metropolitan Museum of Art).
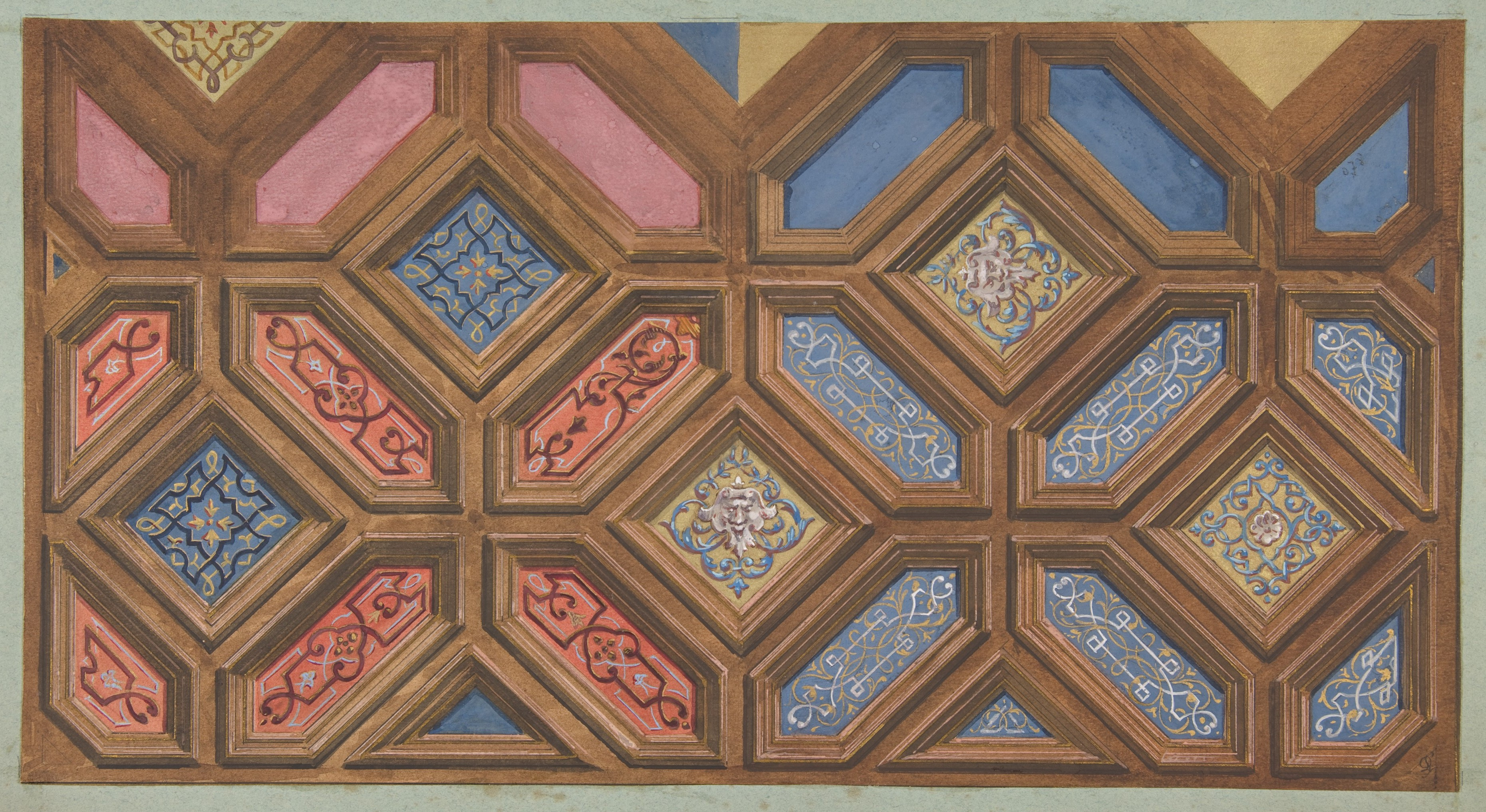
Modèles alternatifs pour la décoration d'un plafond à caissons. Avec Eugène-Pierre Gourdet, n. d. (Metropolitan Museum of Art).
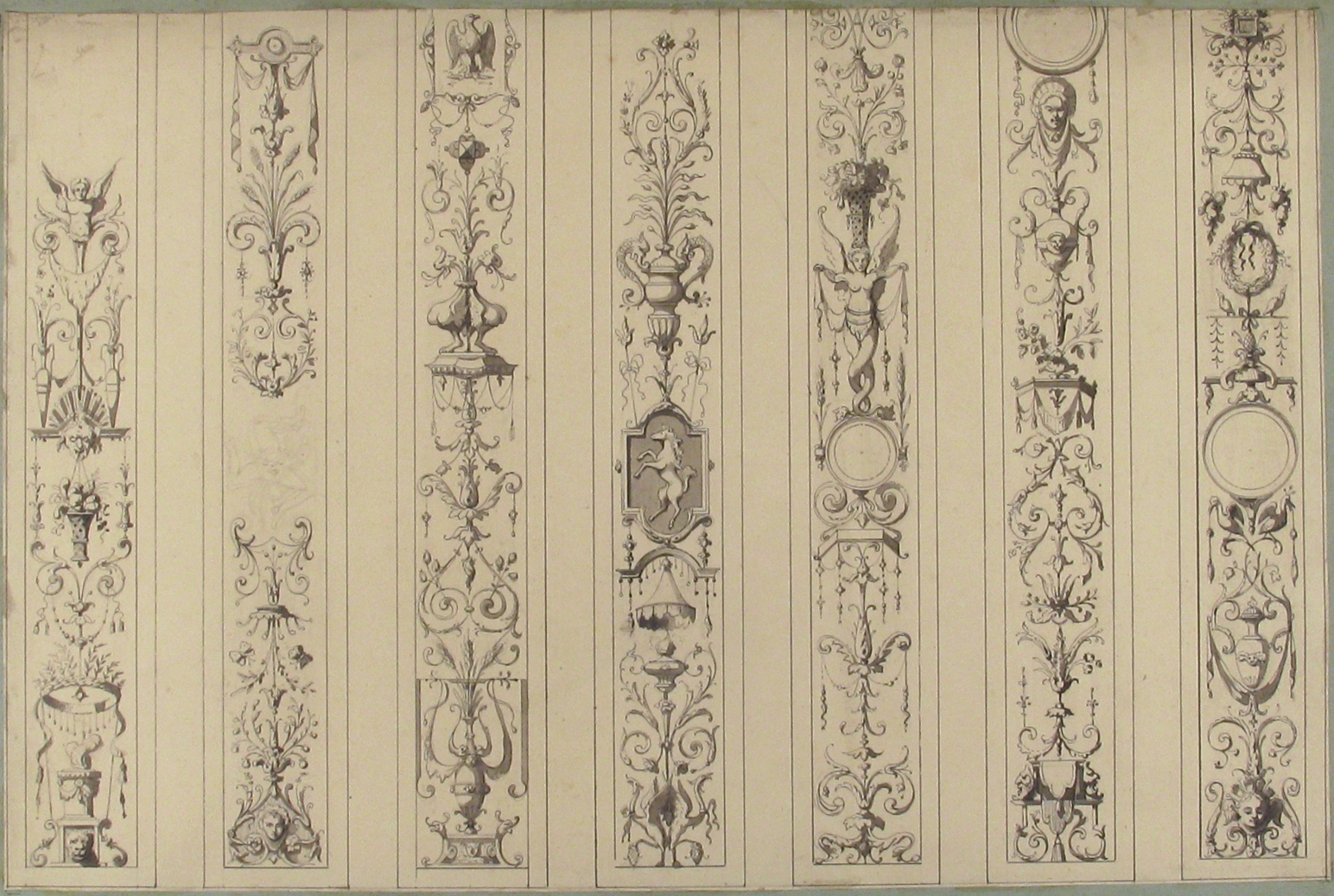
Sept panneaux d'arabesques occidentales, Farnsborough, Angleterre. Avec Eugène-Pierre Gourdet, 1880-1886 (Metropolitan Museum of Art).